# Ogólnopolski konkurs malarski im. Teofila Ociepki
 Ogólnopolski konkurs malarski im. Teofila Ociepki
Od roku 1996 w Bydgoszczy jest organizowany przez Galerię Sztuki Ludowej i Nieprofesjonalnej wraz z Muzeum Okręgowym im. Leona Wyczółkowskiego w Bydgoszczy ogólnopolski konkurs malarski im. Teofila Ociepki.

## Edycje i nagrodzeni konkursu

### Pierwsza edycja konkursu - 1996

#### Organizatorzy
- Wojewódzki Ośrodek Kultury w Bydgoszczy
- Bydgoskie Towarzystwo Twórców Ludowych i Nieprofesjonalnych[3]
- Ministerstwo Kultury i Sztuki – współorganizator
- Centrum Animacji Kultury w Warszawie – współorganizator
- Wydział Spraw Obywatelskich, Kultury i Sportu UM w Bydgoszczy - współorganizator
- Muzeum Okręgowe im. Leona Wyczółkowskiego w Bydgoszczy - współorganizator
- Miejski Ośrodek Kultury w Bydgoszczy - współorganizator
- Państwowe Liceum Sztuk Plastycznych w Bydgoszczy - współorganizator

#### Jury
- Aleksander Jackowski – przewodniczący – Instytut Sztuki Polskiej Akademii Nauk
- Zofia Bisiak – historyk sztuki – Centrum Animacji Kultury
- Dorota Ząbkowska – etnograf – Ministerstwo Kultury i Dziedzictwa Narodowego
- Adam Zieliński – etnograf – Muzeum Okręgowe w Radomiu
- Jerzy Puciata – artysta plastyk
- Agnieszka Sowińska - sekretarz

#### Nagrody i wyróżnienia

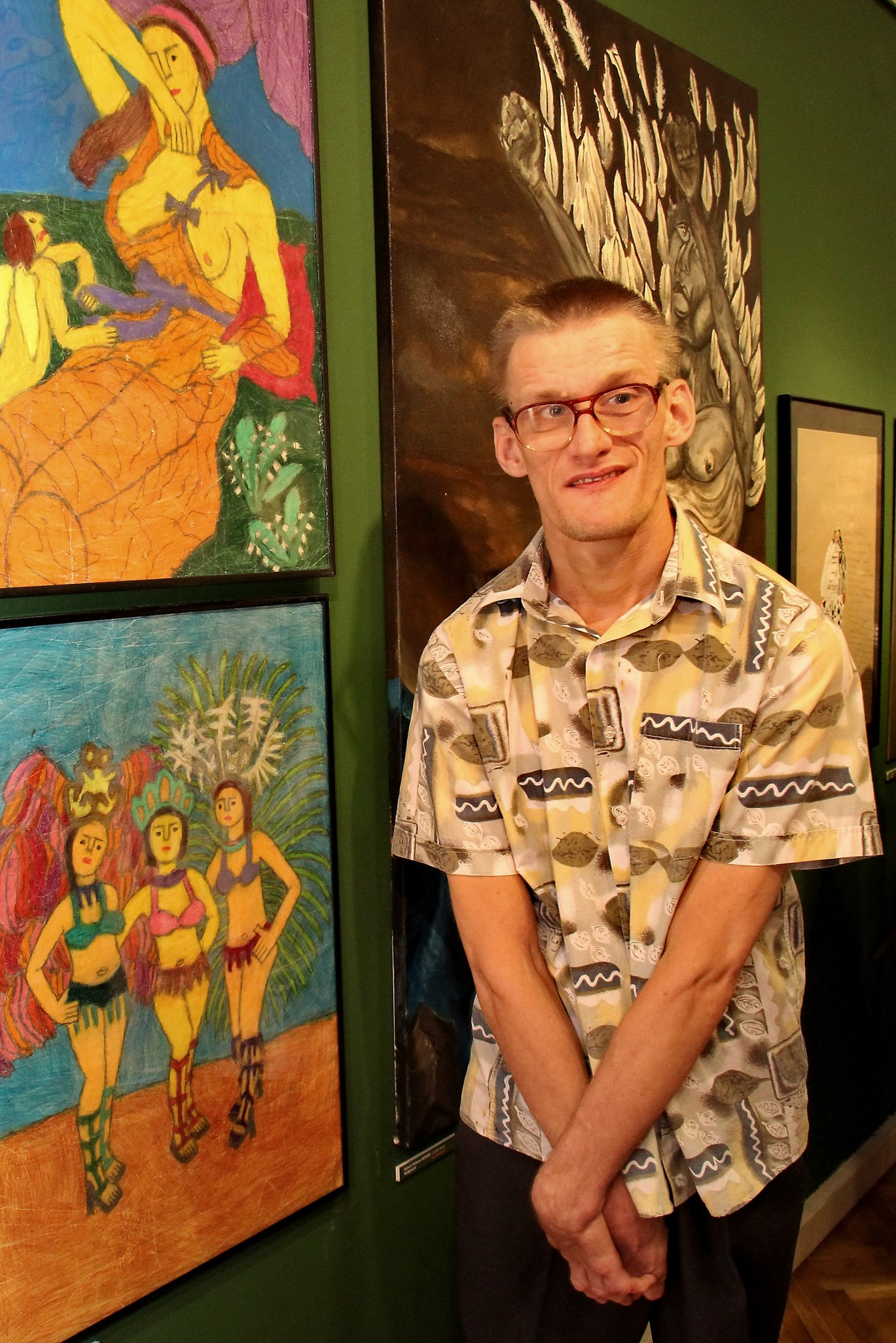
Damian Rebelski

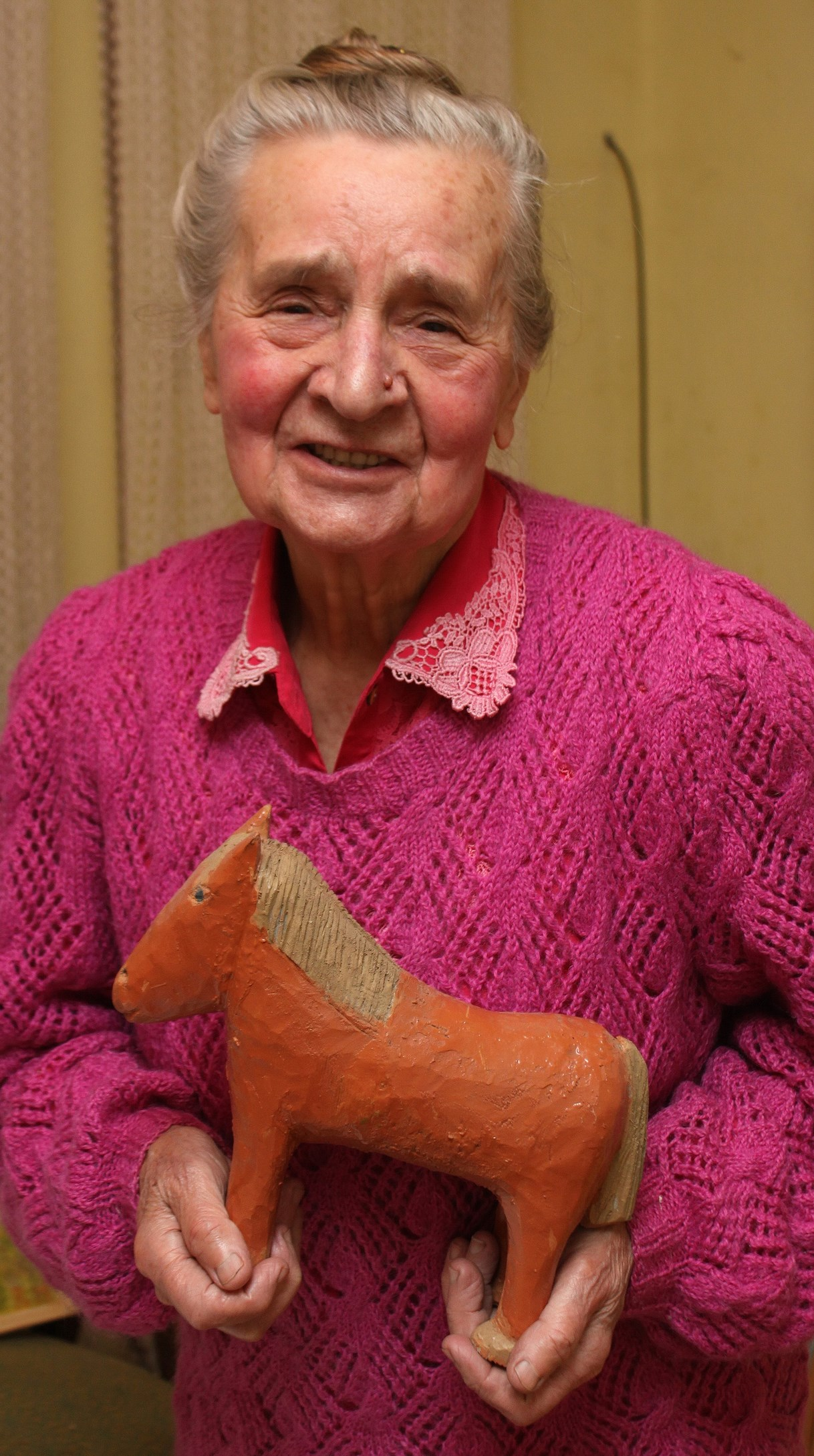
Regina Matuszewska

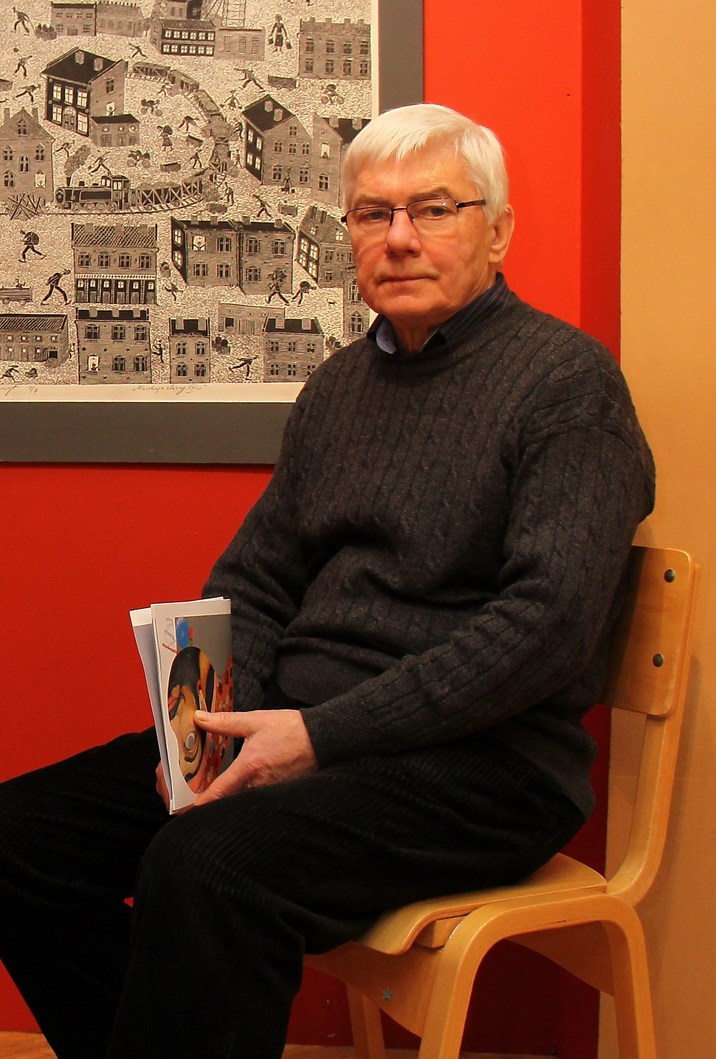
Jan Nowak

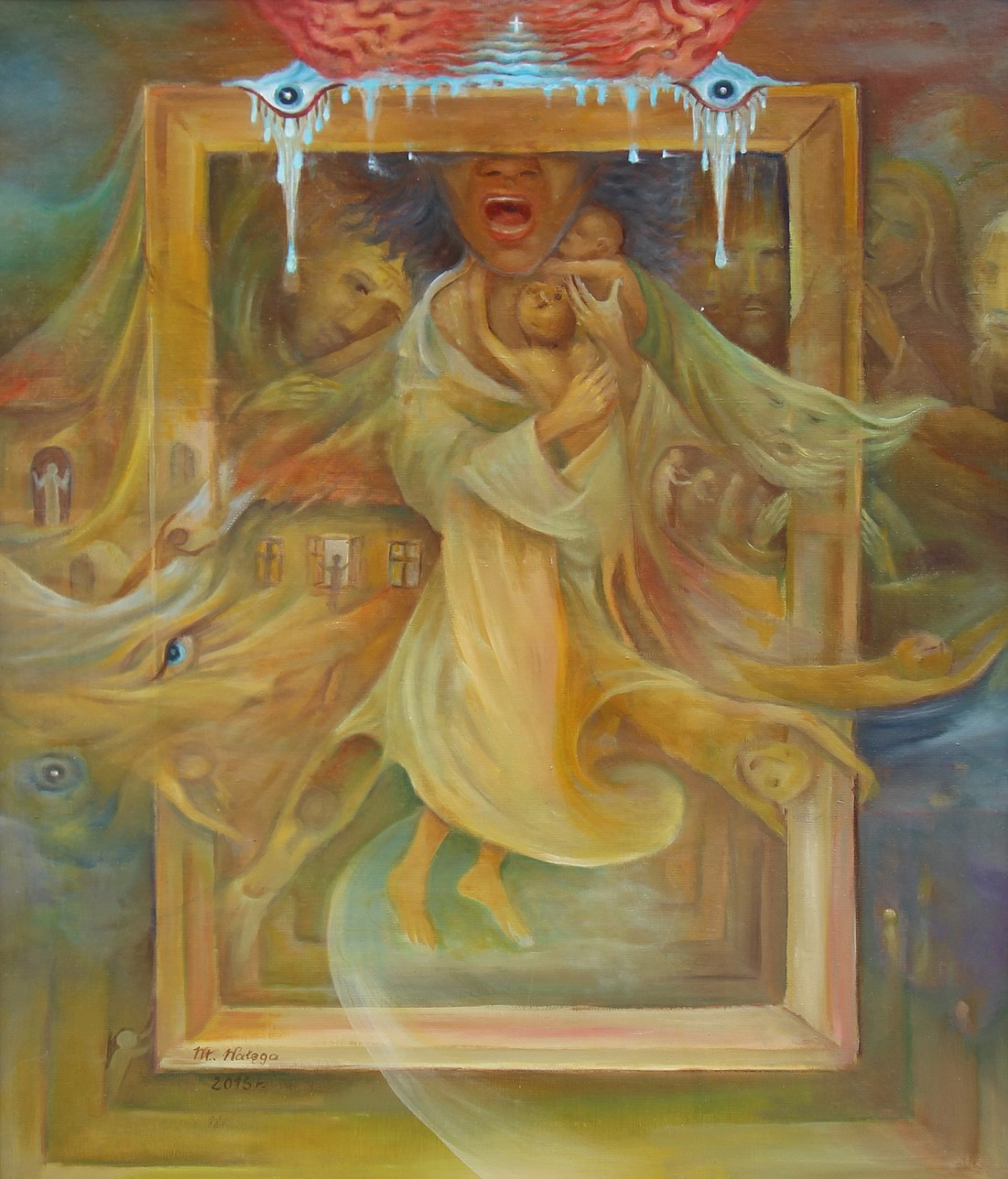
Władysław Wałęga - Żywioł - wyróżnienie 11 edycji konkursu w 2016 r.

| nagroda          | autor                          | praca                                                                 | uwagi                |
| ---------------- | ------------------------------ | --------------------------------------------------------------------- | -------------------- |
| Grand Prix       | Józef Chełmowski               | Apokalipsa                                                            | wymiary – 55m/72 cm  |
| Pierwsza Nagroda | Karol Kostur                   | Rynek Nowotarski                                                      | wymiary – 70/100 cm  |
| Pierwsza Nagroda | Władysław Luciński             | Zasypiający hart                                                      | wymiary – 94/72 cm   |
| Pierwsza Nagroda | Marek Świetlik                 | Ukrzyżowanie                                                          | wymiary – 157/116 cm |
| Druga Nagroda    | Ryszard Kosek                  | Kompozytor muzyki rozrywkowej z piosenkarką                           | wymiary – 47/55 cm   |
| Druga Nagroda    | Sławomir Cwalina               | Miasto                                                                | wymiary – 65/65 cm   |
| Druga Nagroda    | Józef Włoch (malarz)           | Bez tytułu – makata haftowana                                         | wymiary – 70/42 cm   |
| Druga Nagroda    | Damian Rebelski                | Święta rodzina                                                        | wymiary – 20,5/29 cm |
| Druga Nagroda    | Emilia Rzepka                  | Wrażliwi                                                              | wymiary – 100/70 cm  |
| Druga Nagroda    | Władysław Wałęga               | Znak zodiaku                                                          | wymiary – 105/135 cm |
| Druga Nagroda    | Władysław Pioch                | Owieczki dawniej                                                      | wymiary – 63/44 cm   |
| Wyróżnienie      | Zofia Maria Dębińska           | Ofiarom przemocy                                                      | wymiary – 64/78 cm   |
| Wyróżnienie      | Janina Kalińska                | Zaślubiny                                                             | wymiary – 46/33 cm   |
| Wyróżnienie      | Tadeusz Krasnowski             | Dżungla                                                               | wymiary – 64/64 cm   |
| Wyróżnienie      | Henryk Żarski                  | Dożynki                                                               | wymiary – 42/29 cm   |
| Wyróżnienie      | Wiktor Chrzanowski             | Zapusty                                                               | wymiary – 70/60 cm   |
| Wyróżnienie      | Helena Gwizdak                 | Wesele na wsi                                                         | wymiary – 55/53 cm   |
| Wyróżnienie      | Piotr Borejko (malarz)         | Na łonie natury                                                       | wymiary – 35/25 cm   |
| Wyróżnienie      | Maria Kotulska (malarka)       | Kozioł                                                                | wymiary – 62/62 cm   |
| Wyróżnienie      | Antoni Krzystyniak             | Przełom Dunajca w szacie jesiennej                                    | wymiary – 56/37 cm   |
| Wyróżnienie      | Aleksander Malinowski (malarz) | Samoobrona rolników                                                   | wymiary – 58/48 cm   |
| Wyróżnienie      | Roman Lipa                     | Kolędnicy z turoniem                                                  | wymiary – 78/50 cm   |
| Wyróżnienie      | Marianna Razik                 | Pomnik Wolności i Bitwy o Niepodległość Polski 1918-1920 w Strzegowie | wymiary – 139/71 cm  |

### Druga edycja konkursu - 1998

#### Organizatorzy
- Wojewódzki Ośrodek Kultury w Bydgoszczy
- Bydgoskie Towarzystwo Twórców Ludowych i Nieprofesjonalnych
- Centrum Animacji Kultury w Warszawie - współorganizator
- Ministerstwo Kultury i Sztuki - współorganizator
- Centrum Animacji Kultury w Warszawie - współorganizator
- Wydział Kultury i Sportu UM w Bydgoszczy - współorganizator
- Wydział Kultury i Sportu UW w Bydgoszczy - współorganizator

#### Jury
- Aleksander Jackowski - przewodniczący - Instytut Sztuki Polskiej Akademii Nauk
- Zofia Bisiak - historyk sztuki - Centrum Animacji Kultury
- Dorota Ząbkowska - etnograf - Ministerstwo Kultury i Dziedzictwa Narodowego
- Jerzy Puciata - artysta plastyk

#### Nagrody i wyróżnienia
| nagroda     | autor                          | praca                          | uwagi                |
| ----------- | ------------------------------ | ------------------------------ | -------------------- |
| Nagroda     | Józef Chełmowski               | Goga Magoga (fragment)         | wymiary - 422/67 cm  |
| Nagroda     | Tadeusz Głowala                | Furman z koniem - wio koniku   | wymiary - 115/60 cm  |
| Nagroda     | Hanna Paruszewska - Karpiel    | Na karuzeli życia              | wymiary - 55/70 cm   |
| Nagroda     | Damian Rebelski                | Apokalipsa (fragment)          | wymiary - 3264/45 cm |
| Nagroda     | Marek Świetlik                 | Biskup                         | wymiary - 174/182 cm |
| Nagroda     | Tomasz Wiczyński               | Sędzia                         | wymiary - 71/85 cm   |
| Nagroda     | Henryk Żarski                  | Okręt                          | wymiary - 30/42 cm   |
| Wyróżnienie | Jan Bołtruszko                 | Postać 1                       | wymiary - 21/27 cm   |
| Wyróżnienie | Wiktor Chrzanowski             | Ostatnia droga Jędrzeja Wawry  | wymiary - 60/80 cm   |
| Wyróżnienie | Henryk Jachimek                | Wieczerza na wsi               | wymiary - 91/60 cm   |
| Wyróżnienie | Tomasz Jezierzański            | Świąteczne wystąpienie         | wymiary - 65/74 cm   |
| Wyróżnienie | Józef Kania (malarz)           | Bez tytułu                     | wymiary - brak       |
| Wyróżnienie | Władysław Luciński             | Anioł nadziei                  | wymiary - 80/60 cm   |
| Wyróżnienie | Aleksander Malinowski (malarz) | Dwa x tak                      | wymiary - 70/58 cm   |
| Wyróżnienie | Regina Matuszewska             | Zielarka                       | wymiary - 55/48 cm   |
| Wyróżnienie | Władysław Pioch                | Piękna okolica koło Bydgoszczy | wymiary - 74/56 cm   |
| Wyróżnienie | Władysław Wałęga               | Ciekawość                      | wymiary - 65/92 cm   |

### Trzecia edycja konkursu - 2000[4]

#### Organizatorzy
- Wojewódzki Ośrodek Kultury w Bydgoszczy
- Bydgoskie Towarzystwo Twórców Ludowych i Nieprofesjonalnych
- Centrum Animacji Kultury w Warszawie – współorganizator

#### Jury
- Aleksander Jackowski – przewodniczący – Instytut Sztuki Polskiej Akademii Nauk
- Zofia Bisiak – historyk sztuki – Centrum Animacji Kultury
- Dorota Ząbkowska – etnograf – Ministerstwo Kultury i Dziedzictwa Narodowego
- Jerzy Puciata – artysta plastyk

#### Nagrody i wyróżnienia
| nagroda          | autor                          | praca                                                    | uwagi          |
| ---------------- | ------------------------------ | -------------------------------------------------------- | -------------- |
| Pierwsza Nagroda | Józef Chełmowski               | Ku życiu siódmej planety                                 | wymiary – brak |
| Pierwsza Nagroda | Adam Dębiński                  | Bez tytułu                                               | wymiary – brak |
| Pierwsza Nagroda | Tomasz Jezierzański            | Ewa                                                      | wymiary – brak |
| Pierwsza Nagroda | Ryszard Kosek                  | Tryptyk "Wczoraj, dziś i jutro" – część pierwsza – Jutro | wymiary – brak |
| Druga Nagroda    | Damian Rebelski                | Zmartwychwstanie                                         | wymiary – brak |
| Druga Nagroda    | Władysław Wałęga               | W rozjazdach                                             | wymiary – brak |
| Trzecia Nagroda  | Eugeniusz Brożek               | Stacje drogi krzyżowej                                   | wymiary – brak |
| Trzecia Nagroda  | Zofia Maria Dębińska           | Mój różaniec                                             | wymiary – brak |
| Trzecia Nagroda  | Arkadiusz Domek                | Kompozycja                                               | wymiary – brak |
| Trzecia Nagroda  | Michał Garstka                 | Martwa natura                                            | wymiary – brak |
| Trzecia Nagroda  | Henryk Jachimek                | Pejzaż uzdrowiskowy                                      | wymiary – brak |
| Trzecia Nagroda  | Hanna Paruszewska - Karpiel    | Słota                                                    | wymiary – brak |
| Trzecia Nagroda  | Henryk Żarski                  | Spacer nocą                                              | wymiary – brak |
| Wyróżnienie      | Bronisław Babik                | Aniołowie malują skrzydła motylom                        | wymiary – brak |
| Wyróżnienie      | Barbara Chęcka                 | Śniło mi się, że wychodzę za mąż                         | wymiary – brak |
| Wyróżnienie      | Sebastian Bębenek              | Oczekiwanie                                              | wymiary – brak |
| Wyróżnienie      | Regina Chludzińska             | Bez tytułu                                               | wymiary – brak |
| Wyróżnienie      | Andrzej Ryszard Czerwiński     | Widok z okna                                             | wymiary – brak |
| Wyróżnienie      | Tadeusz Głowala                | Kościół w Zakrzewie                                      | wymiary – brak |
| Wyróżnienie      | Władysława Iwańska             | Ojciec Św. wędrujący                                     | wymiary – brak |
| Wyróżnienie      | Józef Kania (malarz)           | Park                                                     | wymiary – brak |
| Wyróżnienie      | Władysław Janusz               | Błogosławieństwo                                         | wymiary – brak |
| Wyróżnienie      | Władysław Luciński             | Madonna zer z irysem                                     | wymiary – brak |
| Wyróżnienie      | Ryszard Kimel                  | Wspomnienie z Gdańska                                    | wymiary – brak |
| Wyróżnienie      | Aleksander Malinowski (malarz) | Nauka pływania                                           | wymiary – brak |
| Wyróżnienie      | Regina Matuszewska             | Dobry pasterz                                            | wymiary – brak |
| Wyróżnienie      | Barbara Skiba                  | Księżna Halicka                                          | wymiary – brak |
| Wyróżnienie      | Emilia Rzepka                  | Podróż do nicości                                        | wymiary – brak |
| Wyróżnienie      | Alina Towarnicka - Allerhand   | Koncert                                                  | wymiary – brak |
| Wyróżnienie      | Alina Tengli-Truchel           | Rok                                                      | wymiary – brak |

### Czwarta edycja konkursu - 2002[5]

#### Organizatorzy
- Wojewódzki Ośrodek Kultury w Bydgoszczy
- Narodowe Centrum Kultury w Warszawie - współorganizator
- Ogólnopolskie Stowarzyszenie Seniora z Siedzibą w Bydgoszczy - współorganizator

#### Jury
- Aleksander Jackowski
- Zofia Bisiak
- Lubomira Tyczyńska
- Bożena Januszewska

#### Nagrody i wyróżnienia[6]
| nagroda     | autor                      | praca                      | uwagi                             |
| ----------- | -------------------------- | -------------------------- | --------------------------------- |
| Nagroda     | Józef Chełmowski           | Teillus                    | wymiary – 70/187 cm, akryl        |
| Nagroda     | Mikołaj Blachowski         | Kardynał                   | wymiary – 40/58 cm, pastel        |
| Nagroda     | Adam Dębiński              | Bez tytułu                 | wymiary – 86/61 cm, rysunek       |
| Nagroda     | Tomasz Jezierzański        | Akt pani Lidii             | wymiary – 30/40 cm, pastel        |
| Nagroda     | Władysław Luciński         | Fioletowy wystraszony      | wymiary – 37/46 cm, olej          |
| Nagroda     | Krzysztof Wiśniewski       | Bez tytułu                 | wymiary – 36/64 cm, olej          |
| Wyróżnienie | Elżbieta Barska            | Pejzaż                     | wymiary – 26/19 cm, plakatówka    |
| Wyróżnienie | Tadeusz Głowala            | Dom w Chylinie             | wymiary – 60/40 cm, akryl         |
| Wyróżnienie | Klaudiusz Grabisna         | Zebry                      | wymiary – 56/43 cm, olej          |
| Wyróżnienie | Henryk Jachimek            | Nad morzem - Dąbki         | wymiary – 80/40 cm, olej          |
| Wyróżnienie | Hanna Paruszewska-Karpiel  | Tam gdzie aniołowie...     | wymiary – 80/100 cm, olej         |
| Wyróżnienie | Stanisław Kozik            | Rumak zuchwalec            | wymiary – 45/32 cm, pastel        |
| Wyróżnienie | Regina Matuszewska         | Wiosna                     | wymiary – 70/60 cm, olej          |
| Wyróżnienie | Stanisław Niewola          | Madonna i dzieciątko Jezus | wymiary – 30/50 cm, pastel        |
| Wyróżnienie | Barbara Skiba              | Jonasz                     | wymiary – 25/35 cm, farby wodne   |
| Wyróżnienie | Anna Tengli-Truchel        | Kolejny krok               | wymiary – 44/63 cm, akryl         |
| Wyróżnienie | Alina Towarnicka-Allerhand | Hupa                       | wymiary – 37/46 cm, mal. na szkle |
| Wyróżnienie | Henryk Żarski              | Spacer dorożką             | wymiary – 42/30 cm, mal. tempera  |

### Piąta edycja konkursu - 2004

#### Organizatorzy
- Wojewódzki Ośrodek Kultury w Bydgoszczy

#### Jury
- Aleksander Jackowski
- Zofia Bisiak
- Dorota Ząbkowska
- Bożena Januszewska

#### Nagrody i wyróżnienia
| nagroda     | autor                      | praca                          | uwagi                              |
| ----------- | -------------------------- | ------------------------------ | ---------------------------------- |
| Nagroda     | Jan Nowak (artysta)        | Heniek                         | wymiary – brak, linoryt            |
| Nagroda     | Damian Rebelski            | Matka Boska w ogrodzie         | wymiary – brak, kredka             |
| Wyróżnienie | Sebastian Cegielski        | Katedra św. Wita w Pradze      | wymiary – brak, rys. tuszem        |
| Wyróżnienie | Eugeniusz Brożek           | Wieś kielecka                  | wymiary – brak, akryl              |
| Wyróżnienie | Józef Chełmowski           | Przemiana                      | wymiary – brak, olej               |
| Wyróżnienie | Wiktor Chrzanowski         | Pasja Jezusa Chrystusa         | wymiary – brak, olej               |
| Wyróżnienie | Regina Chludzińska         | bez tytułu                     | wymiary – brak, olej               |
| Wyróżnienie | Jan Czubak                 | bez tytułu                     | wymiary – brak, olej               |
| Wyróżnienie | Arkadiusz Domek            | kompozycja                     | wymiary – brak, pastel             |
| Wyróżnienie | Adam Dębiński              | bez tytułu                     | wymiary – brak, rys. pisakiem      |
| Wyróżnienie | Michał Garstka             | Martwa natura                  | wymiary – brak, akryl              |
| Wyróżnienie | Tadeusz Głowala            | Kościół w Kolonii              | wymiary – brak, akryl              |
| Wyróżnienie | Klaudiusz Grabisna         | Kruki                          | wymiary – brak, olej               |
| Wyróżnienie | Helena Gwizdak             | Matka Boża Kalwaryjska         | wymiary – brak, technika mieszana  |
| Wyróżnienie | Tomasz Jezierzański        | Prezydent RP                   | wymiary – brak, pastel             |
| Wyróżnienie | Henryk Jachimek            | Domek nad wodą                 | wymiary – brak, pastel olejny      |
| Wyróżnienie | Tomasz Kopczyński          | Wesele                         | wymiary – brak, olej               |
| Wyróżnienie | Hanna Kowalska (artystka)  | Alkowa                         | wymiary – brak, olej               |
| Wyróżnienie | Tadeusz Krasnowski         | Powstanie warszawskie 1944     | wymiary – brak, olej               |
| Wyróżnienie | Małgorzata Lehmann         | Martwa natura z parasolem      | wymiary – brak, pastel             |
| Wyróżnienie | Walenty Makar              | Oczekiwanie                    | wymiary – brak, olej               |
| Wyróżnienie | Regina Matuszewska         | Adam i Ewa                     | wymiary – brak, olej               |
| Wyróżnienie | Hanna Paruszewska-Karpiel  | Na znak pokoju uściśnijmy ręce | wymiary – brak, olej               |
| Wyróżnienie | Włodzimierz Rosłon         | bez tytułu                     | wymiary – brak, olej               |
| Wyróżnienie | Grzegorz Sienkiewicz       | Porwanie Sabinek               | wymiary – brak, pastel             |
| Wyróżnienie | Paweł Sawicki              | 144. Rodzina (pij mleko)       | wymiary – brak, olej               |
| Wyróżnienie | Barbara Skiba              | Św. Lidia                      | wymiary – brak, technika mieszana  |
| Wyróżnienie | Jacek Szwagrzyk            | Mona Lisa Europy               | wymiary – brak, olej               |
| Wyróżnienie | Anna Tengli-Truchel        | Historia olimpiady             | wymiary – brak, akryl              |
| Wyróżnienie | Alina Towarnicka-Allerhand | Ściana płaczu                  | wymiary – brak, malarstwo na szkle |
| Wyróżnienie | Krzysztof Wiśniewski       | bez tytułu                     | wymiary – brak, olej               |
| Wyróżnienie | Tadeusz Wildner            | Kogut zwycięzca                | wymiary – brak, olej               |
| Wyróżnienie | Henryk Żarski              | Czuwanie                       | wymiary – brak, tempera            |
| Wyróżnienie | Stanisław Żywolewski       | Nie znam was                   | wymiary – brak, olej               |

### Szósta edycja konkursu - 2006

#### Organizatorzy
- Wojewódzki Ośrodek Kultury w Bydgoszczy

#### Jury
- Aleksander Jackowski
- Zofia Bisiak
- Bożena Januszewska
- Elżbieta Jelińska
- Elżbieta Kantorek

#### Nagrody i wyróżnienia
- Wyróżnienie specjalne dla Pracowni Terapii Rękodzielniczej - Stowarzyszenie Agis z Warszawy

| nagroda          | autor                      | praca                                       | uwagi                                |
| ---------------- | -------------------------- | ------------------------------------------- | ------------------------------------ |
| Pierwsza Nagroda | Jan Nowak (artysta)        | Ostatnia wieczerza                          | wymiary – brak, linoryt              |
| Pierwsza Nagroda | Damian Rebelski            | Madonna w grocie                            | wymiary – brak, kredka               |
| Pierwsza Nagroda | Józef Chełmowski           | Stwórcza siła życia ludzkiego - tryptyk     | wymiary – brak, akryl                |
| Pierwsza Nagroda | Władysław Luciński         | Hałda z papieżem                            | wymiary – brak, olej                 |
| Pierwsza Nagroda | Władysław Wałęga           | Zamyślenie, oraz Osobiste przypadki wypadki | wymiary – brak, olej, olej na gipsie |
| Druga Nagroda    | Wiktor Chrzanowski         | Apokalipsa wg św. Jana                      | wymiary – brak, olej                 |
| Druga Nagroda    | Hanna Paruszewska-Karpiel  | Talent, pasja, intuicja...                  | wymiary – brak, olej                 |
| Druga Nagroda    | Walenty Makar              | Dobry interes                               | wymiary – brak, olej                 |
| Druga Nagroda    | Marek Idziaszek            | Widok z okna                                | wymiary – brak, olej na szkle        |
| Wyróżnienie      | Arkadiusz Domek            | Pola jesieni                                | wymiary – brak, tłusty pastel        |
| Wyróżnienie      | Sebastian Cegielski        | Toaleta (wg Lautreca)                       | wymiary – brak, akwarela             |
| Wyróżnienie      | Michał Garstka             | Martwa natura                               | wymiary – brak, olej                 |
| Wyróżnienie      | Józef Kania (artysta)      | Polska złota jesień                         | wymiary – brak, olej                 |
| Wyróżnienie      | Janina Motyka              | Barbórka w Sośnicy                          | wymiary – brak, olej                 |
| Wyróżnienie      | Helena Gwizdak             | Św. Jakub                                   | wymiary – brak, technika mieszana    |
| Wyróżnienie      | Kazimierz Krupa (artysta)  | Wiolonczelistka                             | wymiary – brak, malarstwo na szkle   |
| Wyróżnienie      | Alina Towarnicka-Allerhand | Sklep z kapeluszami                         | wymiary – brak, malarstwo na szkle   |
| Wyróżnienie      | Genowefa Jankowska         | bez tytułu                                  | wymiary – brak, olej                 |
| Wyróżnienie      | Marcin Gospodarczyk        | bez tytułu                                  | wymiary – brak, olej                 |
| Wyróżnienie      | Małgorzata Lehmann         | Święto kota                                 | wymiary – brak, pastel               |
| Wyróżnienie      | Tomasz Jezierzański        | Szwagier Ani                                | wymiary – brak, pastel               |
| Wyróżnienie      | Sławomir Mianowicz         | Pies na molo                                | wymiary – brak, akryl                |
| Wyróżnienie      | Jacek Szwagrzyk            | Przy stole (wg P.Bonnarda)                  | wymiary – brak, akryl                |
| Wyróżnienie      | Henryk Żarski              | Przed domem                                 | wymiary – brak, tempera              |

### Siódma edycja konkursu - 2008[7]

#### Organizatorzy
- Wojewódzki Ośrodek Kultury w Bydgoszczy

#### Jury
- Aleksander Jackowski
- Zofia Bisiak
- Bożena Januszewska
- Jadwiga Migdał
- Zbigniew Chlewiński

#### Nagrody i wyróżnienia
- Nagrody specjalne dla opiekunów artystycznych:
  - Elżbieta Olszewska - WTZ przy Stowarzyszeniu Medar w Bydgoszczy
  - Szczepan Wysocki - WTŻ przy Fundacji "Sprawni Inaczej"[8] w Gdańsku
  - Dariusz Zdrojewski - Specjalny Ośrodek Szkolno - Wychowawczy w Skierniewicach

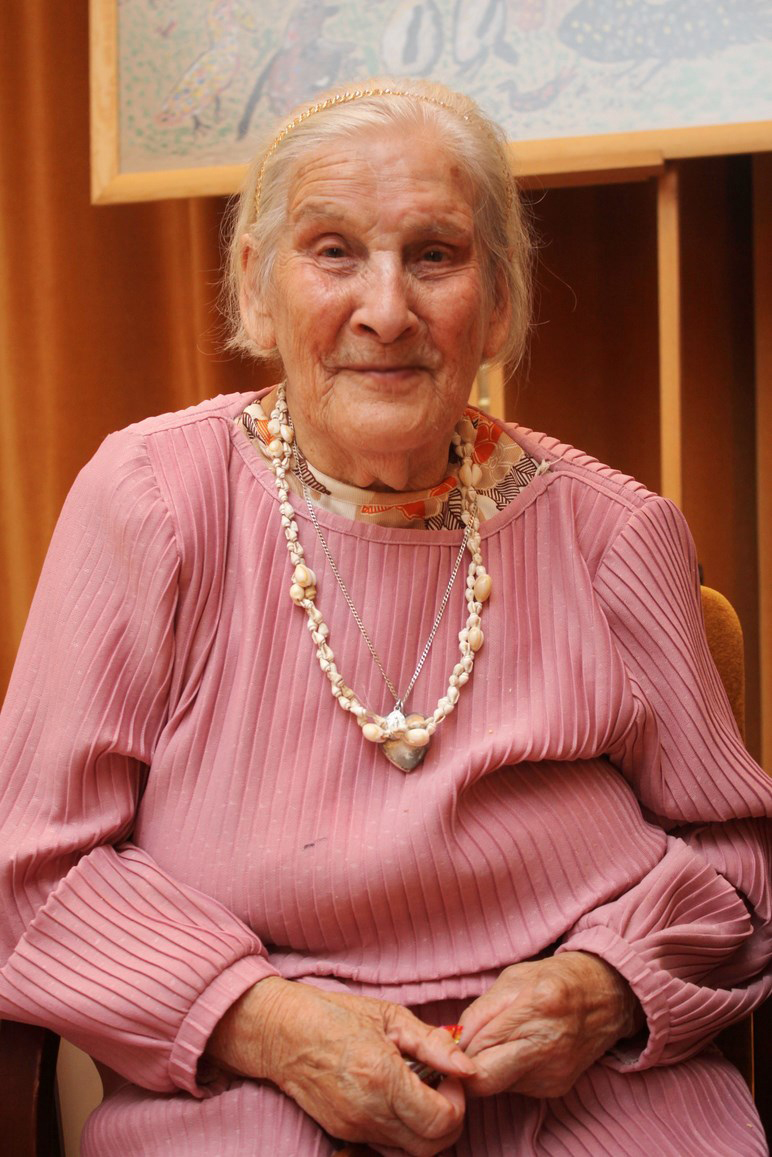
Genowefa Magiera

| nagroda                | autor                           | praca                                            | uwagi                                             |
| ---------------------- | ------------------------------- | ------------------------------------------------ | ------------------------------------------------- |
| Pierwsza Nagroda       | Jan Nowak (artysta)             | W jamie Michalika w Krakowie                     | wymiary – brak, linoryt                           |
| Pierwsza Nagroda       | Ryszard Kosek                   | Tryptyk patykiem pisany                          | wymiary – brak, olej na twardej płycie pilśniowej |
| Druga Nagroda          | Józef Chełmowski                | Religie Boga świata                              | wymiary – brak, akryl, deska, płótno              |
| Druga Nagroda          | Władysław Wałęga                | Tryptyk - Pozdrowienia z Krakowa                 | wymiary – brak, olej, płótno                      |
| Druga Nagroda          | Aleksander Zieliński (artysta)  | Serafin                                          | wymiary – brak, linoryt                           |
| Trzecia Nagroda        | Emil Biela                      | Powroty aniołów do nieba                         | wymiary – brak, olej                              |
| Trzecia Nagroda        | Sebastian Cegielski             | Kobiety                                          | wymiary – brak, tempera na papierze               |
| Trzecia Nagroda        | Walenty Makar                   | Instalacja - zestaw ikon                         | wymiary – brak, olej na desce                     |
| Trzecia Nagroda        | Regina Matuszewska              | Adam i Ewa                                       | wymiary – brak, olej na płótnie                   |
| Trzecia Nagroda        | Adam Perzanowski                | Mój dom                                          | wymiary – brak, pastel                            |
| Wyróżnienie I stopnia  | Celina Chrobak                  | Modelka Hehter Hils, John Lennon, Paul McCartney | wymiary – brak, grafika                           |
| Wyróżnienie I stopnia  | Wiktor Chrzanowski              | Krakowskie Wesele                                | wymiary – brak, olej na płótnie                   |
| Wyróżnienie I stopnia  | Arkadiusz Domek                 | Wiatrak                                          | wymiary – brak, suchy pastel                      |
| Wyróżnienie I stopnia  | Tadeusz Głowala                 | Kaplica w Kulczyni - Otwock                      | wymiary – brak, akryl na płótnie                  |
| Wyróżnienie I stopnia  | Łukasz Jeliński                 | Słodka Ewa                                       | wymiary – brak, technika mieszana                 |
| Wyróżnienie I stopnia  | Anna Jęczkowska                 | Konie i pegaz                                    | wymiary – brak, tempera na papierze               |
| Wyróżnienie I stopnia  | Anna Jęczkowska                 | Konie i pegaz                                    | wymiary – brak, tempera na papierze               |
| Wyróżnienie I stopnia  | Kazimierz Krupa (artysta)       | Pianista                                         | wymiary – brak, olej na szkle                     |
| Wyróżnienie I stopnia  | Władysław Luciński              | Borynia                                          | wymiary – brak, linoryt                           |
| Wyróżnienie I stopnia  | Hanna Paruszewska-Karpiel       | Quo Vadis                                        | wymiary – brak, olej na płótnie                   |
| Wyróżnienie I stopnia  | Damian Rebelski                 | Św. Jerzy walczący ze smokiem                    | wymiary – brak, kredka na papierze                |
| Wyróżnienie I stopnia  | Włodzimierz Słojewski           | Muflon                                           | wymiary – brak, akryl na płótnie                  |
| Wyróżnienie I stopnia  | Anna Tengli-Trchel              | Marzenie rodziny mieszczuchów                    | wymiary – brak, akryl na płótnie                  |
| Wyróżnienie I stopnia  | Alina Towarnicka-Allerhand      | Narciarze                                        | wymiary – brak, malarstwo na szkle                |
| Wyróżnienie II stopnia | Łukasz Górski                   | Kościół Mariacki                                 | wymiary – brak, technika mieszana                 |
| Wyróżnienie II stopnia | Klaudiusz Grabisna              | bez tytułu                                       | wymiary – brak, akryl na płótnie                  |
| Wyróżnienie II stopnia | Marcin Kabat                    | Anioł                                            | wymiary – brak, grafika                           |
| Wyróżnienie II stopnia | Henryk Jachimek                 | Święta rodzina                                   | wymiary – brak, olej na płótnie                   |
| Wyróżnienie II stopnia | Józef Kania (artysta)           | Zima                                             | wymiary – brak, olej na płótnie                   |
| Wyróżnienie II stopnia | Jan Kaznecki                    | Wieczerza Pańska                                 | wymiary – brak, technika mieszana                 |
| Wyróżnienie II stopnia | Małgorzata Lehmann              | Miasto I                                         | wymiary – brak, pastel na kartonie                |
| Wyróżnienie II stopnia | Michał Krawczyk (artysta)       | Dzieci do domu                                   | wymiary – brak, technika mieszana                 |
| Wyróżnienie II stopnia | Artur Limberger                 | Gram w koszykówkę ze sportowcami                 | wymiary – brak, pastel olejny                     |
| Wyróżnienie II stopnia | Aleksander Malinowski (artysta) | Zabawa ludowa                                    | wymiary – brak, olej na płótnie                   |
| Wyróżnienie II stopnia | Maciej Nowak (artysta)          | bez tytułu                                       | wymiary – brak, tempera na papierze               |
| Wyróżnienie II stopnia | Magdalena Pońska                | bez tytułu                                       | wymiary – brak, technika mieszana                 |
| Wyróżnienie II stopnia | Radosław Pytelewski             | Ptaki dżungli                                    | wymiary – brak, olej na płótnie                   |
| Wyróżnienie II stopnia | Iza Sip                         | Mój wymarzony ogród                              | wymiary – brak, suchy pastel                      |
| Wyróżnienie II stopnia | Dobrosława Sieradzka            | Portret Van Gogha                                | wymiary – brak, tempera na papierze               |
| Wyróżnienie II stopnia | Barbara Skiba                   | Wyspiański na Krakowskim Rynku                   | wymiary – brak, farby wodne na papierze           |
| Wyróżnienie II stopnia | Jacek Szwagrzyk                 | Portret Wawy - interpretacja Chagalla            | wymiary – brak, olej na tekturze                  |
| Wyróżnienie II stopnia | Anna Tabaczyńska                | Co mi siedzi w głowie                            | wymiary – brak, pastel olejny                     |

### Ósma edycja konkursu - 2010[9]

#### Organizatorzy
- Wojewódzki Ośrodek Kultury w Bydgoszczy
- Muzeum Okręgowe im. Leona Wyczółkowskiego w Bydgoszczy

#### Jury
- Aleksander Jackowski
- Zofia Bisiak
- Bożena Januszewska
- Jadwiga Migdał
- Zbigniew Chlewiński
- Jakub Lewandowski

#### Nagrody i wyróżnienia
- Wyróżnienie dla Warsztatu Terapii Zajęciowej Instytutu Psychiatrii i Neurologii w Warszawie

| nagroda     | autor                       | praca                                | uwagi                              |
| ----------- | --------------------------- | ------------------------------------ | ---------------------------------- |
| Nagroda     | Jan Nowak (artysta)         | Śląsk                                | wymiary – brak, linoryt            |
| Nagroda     | Damian Rebelski             | Olimpia wg Maneta                    | wymiary – brak, kredka             |
| Nagroda     | Andrzej Tyszka (artysta)    | Diabeł malowany                      | wymiary – brak, olej               |
| Nagroda     | Władysław Wałęga            | Niezapowiedziana wizyta              | wymiary – brak, olej               |
| Wyróżnienie | Grzegorz Bogdan             | Krwawe łzy w Ogrójcu                 | wymiary – brak, olej               |
| Wyróżnienie | Sebastian Cegielski         | Kraków fasada kościoła św. Andrzeja  | wymiary – brak, rysunek            |
| Wyróżnienie | Józef Chełmowski            | Leczenie ludowe                      | wymiary – brak, akryl              |
| Wyróżnienie | Wiktor Chrzanowski          | Leczenie ludowe                      | wymiary – brak, olej               |
| Wyróżnienie | Michał Garstka              | Motyw jesienny                       | wymiary – brak, tempera            |
| Wyróżnienie | Paweł Garncorz              | Myśliwi                              | wymiary – brak, technika mieszana  |
| Wyróżnienie | Łukasz Haduch               | Zwierzęta świata                     | wymiary – brak, pastel             |
| Wyróżnienie | Anna Jęczkowska             | Św. Mikołaj                          | wymiary – brak, technika mieszana  |
| Wyróżnienie | Małgorzata Lehmann          | Katastrofa I                         | wymiary – brak, pastel             |
| Wyróżnienie | Anna Lewandowska (artystka) | bez tytułu                           | wymiary – brak, malarstwo na szkle |
| Wyróżnienie | Milena Maciaszek            | Mama z córką                         | wymiary – brak, pastel             |
| Wyróżnienie | Walenty Makar               | Ikona I                              | wymiary – brak, olej               |
| Wyróżnienie | Regina Matuszewska          | Płukanie przy studni                 | wymiary – brak, olej               |
| Wyróżnienie | Ilona Migdał                | Ptaki                                | wymiary – brak, technika mieszana  |
| Wyróżnienie | Javier Nieto Velasco        | Zamek Valderrores (Tervel-Hiszpania) | wymiary – brak, olej               |
| Wyróżnienie | Józef Orzeszek              | Syrenka                              | wymiary – brak, tempera            |
| Wyróżnienie | Hanna Paruszewska-Karpiel   | Od zwiastowania do zmartwychwstania  | wymiary – brak, olej               |
| Wyróżnienie | Radosław Pytelewski         | Bracia z Olsztyna                    | wymiary – brak, akryl              |
| Wyróżnienie | Barbara Skiba               | Św. Jadwiga                          | wymiary – brak, farby wodne        |
| Wyróżnienie | Tomasz Wiczyński            | Śniadanie                            | wymiary – brak, akryl              |
| Wyróżnienie | Renata Zaremba (artystka)   | Kościół                              | wymiary – brak, pastel             |

### Dziewiąta edycja konkursu - 2013[10][11]

#### Organizatorzy
- Wojewódzki Ośrodek Kultury w Bydgoszczy
- Muzeum Okręgowe im. Leona Wyczółkowskiego w Bydgoszczy

#### Jury
- Sonia Wilk - Muzeum Śląskie w Katowicach
- Elżbieta Kantorek - Galeria Miejska BWA[12] w Bydgoszczy
- Zbigniew Chlewiński - Muzeum Mazowieckie w Płocku

#### Nagrody i wyróżnienia
- Wyróżniono dodatkowo:
  - Specjalny Ośrodek Szkolno - Wychowawczy w Skierniewicach
  - Warsztat Terapii Zajęciowej ze Starej Wsi

| nagroda     | autor                       | praca                                                              | uwagi                    |
| ----------- | --------------------------- | ------------------------------------------------------------------ | ------------------------ |
| Nagroda     | Michał Brejwo               | Ukrzyżowanie                                                       | wymiary – brak, pastel   |
| Nagroda     | Paweł Garncorz              | bez tytułu                                                         | wymiary – brak, kredka   |
| Nagroda     | Walenty Makar               | Ikona białoruska                                                   | wymiary – brak, olej     |
| Nagroda     | Józef Walczak (artysta)     | Droga krzyżowa                                                     | wymiary – brak, akryl    |
| Wyróżnienie | Józef Chełmowski            | Grawitacja duszy                                                   | wymiary – brak, olej     |
| Wyróżnienie | Władysław Grygny            | bez tytułu                                                         | wymiary – brak, tempera  |
| Wyróżnienie | Małgorzata Lehmann          | Moje targowisko                                                    | wymiary – brak, pastel   |
| Wyróżnienie | Anna Lewandowska (artystka) | Wenecja bydgoska                                                   | wymiary – brak, olej     |
| Wyróżnienie | Konrad Lipowczyk            | Cztery pory roku                                                   | wymiary – brak, olej     |
| Wyróżnienie | Jan Nowak (artysta)         | Jochym z Marców                                                    | wymiary – brak, linoryt  |
| Wyróżnienie | Jan Nowak (artysta)         | Jochym z Marców                                                    | wymiary – brak, linoryt  |
| Wyróżnienie | Damian Rebelski             | Burza                                                              | wymiary – brak, kredka   |
| Wyróżnienie | Wiesława Szymoniak-Grodzka  | W izbie u Stacha, Na harmonii gra Irena, Babcia rozdaje podpłomyki | wymiary – brak, olej     |
| Wyróżnienie | Konstanty Jakub Urbański    | Kobieta niosąca opał                                               | wymiary – brak, akryl    |
| Wyróżnienie | Władysław Wałęga            | 1 XI                                                               | wymiary – brak, olej     |
| Wyróżnienie | Krzysztof Wojnicki          | Konik                                                              | wymiary – brak, akryl    |
| Wyróżnienie | Tomasz Żaglewski            | Czechy, Praga, Muzeum Narodowe                                     | wymiary – brak, akwarela |

### Dziesiąta edycja konkursu - 2015[13][14]

#### Organizatorzy
- Wojewódzki Ośrodek Kultury w Bydgoszczy
- Muzeum Okręgowe im. Leona Wyczółkowskiego w Bydgoszczy

#### Jury
- Sonia Wilk - Muzeum Śląskie w Katowicach
- Grażyna Borowik-Pieniek - Uniwersytet Pedagogiczny im KEN w Krakowie
- Zbigniew Chlewiński - Muzeum Mazowieckie w Płocku

#### Nagrody i wyróżnienia[15]
- Wyróżniono dodatkowo:
  - Specjalny Ośrodek Szkolno - Wychowawczy w Skierniewicach

| nagroda     | autor                          | praca                         | uwagi                             |
| ----------- | ------------------------------ | ----------------------------- | --------------------------------- |
| Nagroda     | Anna Gassion                   | Ikona                         | wymiary – brak, tempera           |
| Nagroda     | Władysław Grygny               | bez tytułu                    | wymiary – brak, olej              |
| Nagroda     | Genowefa Magiera               | Bociany                       | wymiary – brak, technika mieszana |
| Nagroda     | Sebastian Pronaszko            | Łódka                         | wymiary – brak, pastel            |
| Nagroda     | Jacek Szwagrzyk                | Filiżanka herbaty-wizyta      | wymiary – brak, akryl             |
| Nagroda     | Marek Świetlik                 | Święty                        | wymiary – brak, olej              |
| Nagroda     | Zbigniew Wypijewski            | bez tytułu                    | wymiary – brak, akryl             |
| Nagroda     | Aleksander Zieliński (artysta) | Stwory i potwory              | wymiary – brak, rysunek pisakiem  |
| Wyróżnienie | Ryszard Kosek                  | Tryptyk naiwny                | wymiary – brak, olej              |
| Wyróżnienie | Katarzyna Fijałkowska          | Portret                       | wymiary – brak, linoryt           |
| Wyróżnienie | Małgorzata Lehmann             | Szpital                       | wymiary – brak, pastel            |
| Wyróżnienie | Marek Olszak                   | Miasto, którego nie ma        | wymiary – brak, rysunek           |
| Wyróżnienie | Jan Nowak (artysta)            | Świat Pana Boga IV            | wymiary – brak, linoryt           |
| Wyróżnienie | Hanna Paruszewska-Karpiel      | Droga Krzyżowa                | wymiary – brak, olej              |
| Wyróżnienie | Barbara Skiba                  | Święty Jan Paweł II           | wymiary – brak, tempera           |
| Wyróżnienie | Damian Rebelski                | Śniadanie na trawie           | wymiary – brak, kredka            |
| Wyróżnienie | Agnieszka Sławięcka            | Orzeł                         | wymiary – brak, pastel olejny     |
| Wyróżnienie | Renata Zaremba                 | Krówka z cielęciem            | wymiary – brak, pastel olejny     |
| Wyróżnienie | Henryk Żarski                  | Święta                        | wymiary – brak, tempera           |
| Wyróżnienie | Stanisław Żywolewski           | Diabeł                        | wymiary – brak, olej              |
| Wyróżnienie | Władysław Wałęga               | bez tytułu (praca dwustronna) | wymiary – brak, olej na palecie   |

### Jedenasta edycja konkursu - 2016[16][17]

#### Organizatorzy
- Wojewódzki Ośrodek Kultury w Bydgoszczy
- Galeria Sztuki Ludowej i Nieprofesjonalnej w Bydgoszczy
- Muzeum Okręgowe im. Leona Wyczółkowskiego w Bydgoszczy

#### Jury
- Sonia Wilk - Muzeum Śląskie w Katowicach
- Grażyna Borowik-Pieniek - Uniwersytet Pedagogiczny im KEN w Krakowie
- Krystyna Kotula - kustosz Muzeum Ziemi Kujawskiej i Dobrzyńskiej we Włocławku
- Zbigniew Chlewiński - Muzeum Mazowieckie w Płocku

#### Nagrody i wyróżnienia[18][19]
| nagroda     | autor                | praca                 | uwagi                                       |
| ----------- | -------------------- | --------------------- | ------------------------------------------- |
| Nagroda     | Rafał Antos          | Pterozaury            | wymiary – 60 x 80 cm, rys ołówkiem          |
| Nagroda     | Przemysław Gapski    | Ku Wieczności         | wymiary – 75,5 x 52,5cm, olej               |
| Nagroda     | Genowefa Magiera     | Trofeum               | wymiary – średnica 40 cm, collage           |
| Nagroda     | Małgorzata Lehmann   | z cyklu: Mój szpital  | wymiary – 100 x 70 cm, pastel               |
| Nagroda     | Justyna Matysiak     | DJ Odeta Moro         | wymiary – 70 x 60 cm, pisak,ołówek          |
| Nagroda     | Mateusz Połeć        | Pod arkadami II       | wymiary – 50 x 70cm, pastel                 |
| Nagroda     | Marek Świetlik       | Józef Pjlynsczkj      | wymiary – 100 x 70cm, akryl                 |
| Nagroda     | Rusłan Wafin         | Titanik               | wymiary – 70 x 67cm, pastel                 |
| Nagroda     | Zbigniew Wypijewski  | Piękna i bestia       | wymiary – 184 x 94 cm, akryl,emulsja        |
| Nagroda     | Henryk Żarski        | Nowożeńcy             | wymiary – 120 x 100 cm, akryl               |
| Wyróżnienie | Tadeusz Andrzejewski | Pałac Wekia           | wymiary – 80 x 60 cm, pastel                |
| Wyróżnienie | Jan Nowak (artysta)  | Poseł                 | wymiary – 53 x 64 cm, linoryt               |
| Wyróżnienie | Aleksander Bernat    | W tłumie z Gosią      | wymiary – 46 x 33cm, tempera na kartonie    |
| Wyróżnienie | Paweł Garncorz       | Park Wodny            | wymiary – 70 x 50 cm, rysunek               |
| Wyróżnienie | Krzysztof Grabowski  | Koń i pies z Teligi   | wymiary – 46 x 33 cm, cienkopis na kartonie |
| Wyróżnienie | Maria Krzempek       | Sułtanka (3 rysunki)  | wymiary – 21 x 30 cm, rysunek               |
| Wyróżnienie | Robert Nowak         | Upadek Ikara          | wymiary – 100 x 150 cm, olej                |
| Wyróżnienie | Marian Nowotny       | Zanim powstał węgiel  | wymiary – 70 x 55cm, olej                   |
| Wyróżnienie | Sebastian Proszko    | Kamieniczki toruńskie | wymiary – 30 x 42 cm, pastel olejny         |
| Wyróżnienie | Katarzyna Rosenthal  | Myszy i ser           | wymiary – 100 x 70 cm, technika mieszana    |
| Wyróżnienie | Paweł Sobierajski    | Diabeł - Anioł        | wymiary – 70 x 50 cm, pastel olejny         |
| Wyróżnienie | Władysław Wałęga     | Żywioł                | wymiary – 70 x 59,5cm, olej                 |
| Wyróżnienie | Rafał Zeydlewicz     | Kwiaty nad rzeką      | wymiary – 100 x 70 cm, pastel               |
| Wyróżnienie | Tomasz Żaglewski     | Peleton               | wymiary – 59 x 42 cm, akwarela              |

### Dwunasta edycja konkursu - 2018

#### Organizatorzy
- Kujawsko-Pomorskie Centrum Kultury w Bydgoszczy
- Galeria Sztuki Ludowej i Nieprofesjonalnej w Bydgoszczy

#### Jury
- Sonia Wilk - Muzeum Śląskie w Katowicach

- Krystyna Kotula - Muzeum Ziemi Kujawskiej i Dobrzyńskiej we Włocławku
- Bożena Olszewska - Muzeum Etnograficzne im. Marii Znamierowskiej-Prüfferowej w Toruniu
- Zdzisław Nitka -  Akademia Sztuk Pięknych im. Eugeniusza Gepperta we Wrocławiu
- Zbigniew Chlewiński - Muzeum Mazowieckie w Płocku

#### Nagrody i wyróżnienia[20]
| nagroda     | autor                       | praca                                     | uwagi                                                |
| ----------- | --------------------------- | ----------------------------------------- | ---------------------------------------------------- |
| Nagroda     | Rafał Antos                 | Jaskinia                                  | wymiary – 50 x 70 cm, ołówek na papierze             |
| Wyróżnienie | Sebastian Cegielski         | Ulica Dworcowa w Bydgoszczy               | wymiary – 70 x 50 cm, piórko na papierze             |
| Wyróżnienie | Piotr Czapka                | Kolędowanie z Herodem                     | wymiary - 60 x 40, olej na płycie                    |
| Wyróżnienie | Krzysztof Florek            | Samochód                                  | wymiary - 58 x 42 cm, olej na płycie                 |
| Wyróżnienie | Paweł Garncorz              | Katedra w Pelplinie                       | wymiary - 50 x 70 cm, rys. technika mieszana         |
| Wyróżnienie | Maria Jaworska (artystka)   | Śląskie gołębie                           | wymiary - 40 x 50 cm, olej na płótnie                |
| Wyróżnienie | Aleksander Kienc            | Wenus                                     | wymiary - 21 x 30 cm, ołówek na papierze             |
| Nagroda     | Ryszard Kosek               | Wesołe myszki                             | wymiary - 100 x 100, akryl na płycie                 |
| Wyróżnienie | Tomasz Kwiatkowski          | Czynimy sobie ziemie poddaną              | wymiary - 130 x 90cm, akryl na płycie                |
| Nagroda     | Małgorzata Lehman           | Wiejska chata w skansenie Ostrów Lednicki | wymiary - 70 x 50 cm, suchy pastel, papier           |
| Wyróżnienie | Genowefa Magiera            | Szkicownik                                | wymiary - 42 x 30cm, technika mieszana, rysunek      |
| Nagroda     | Jan Nowak (artysta)         | Święta Rita                               | wymiary - 58 x 72 cm, linoryt, papier                |
| Wyróżnienie | Sylwia Mensfeld             | (bez tytułu)                              | wymiary - 70 x 50 cm, gwasz, papier                  |
| Nagroda     | Stanisław Maka              | Dziadek z wnukami plotą kosze             | wymiary - 50 x 40cm, olej, płótno                    |
| Wyróżnienie | Alicja Nowogrodzka          | Wieczorne spotkanie przy herbacie         | wymiary - 100 x 38cm, batik, płótno                  |
| Wyróżnienie | Marek Olszak                | Motocykle                                 | wymiary - 70 x 50cm, ołówek, papier                  |
| Nagroda     | Piotr Paprocki              | Troisty                                   | wymiary - 100 x 140cm, olej, płótno                  |
| Wyróżnienie | Hanna Paruszewska - Karpiel | Zebra                                     | wymiary - 30 x 40cm, olej, płyta                     |
| Nagroda     | Mateusz Połeć               | Dworzec Śródmieście                       | wymiary - 70 x 50cm, suchy pastel, papier            |
| Wyróżnienie | Barbara Skiba               | Święta Siostra Nazaretanka                | wymiary - 26 x 36cm, ołówek, pisak, tempera          |
| Nagroda     | Daniel Stachowski           | Gwiezdne wrota                            | wymiary - 30 x 40cm, akryl, płótno                   |
| Wyróżnienie | Małgorzata Tomaszewska      | Trzy kobiety                              | tryptyk                                              |
| Nagroda     | Marek Świetlik              | Portret rodzinny                          | wymiary - 100 x 70cm, akryl, tektura                 |
| Wyróżnienie | Rusłan Wafin                | Machina Wremieni                          | wymiary - 100 x 70cm, tłusty pastel, papier          |
| Wyróżnienie | Władysław Wałęga            | Nie mam czasu 76 lat!                     | wymiary - 40 x 65cm, płaskorzeźba, technika mieszana |
| Nagroda     | Zbigniew Wypijewski         | Tajemnicze spojrzenia                     | wymiary - 162 x 102cm, emulsja, płyta                |
| Wyróżnienie | Henryk Żarski               | W kaplicy                                 | wymiary - 40 x 50cm, akryl, płótno                   |